# Bryan Fuller

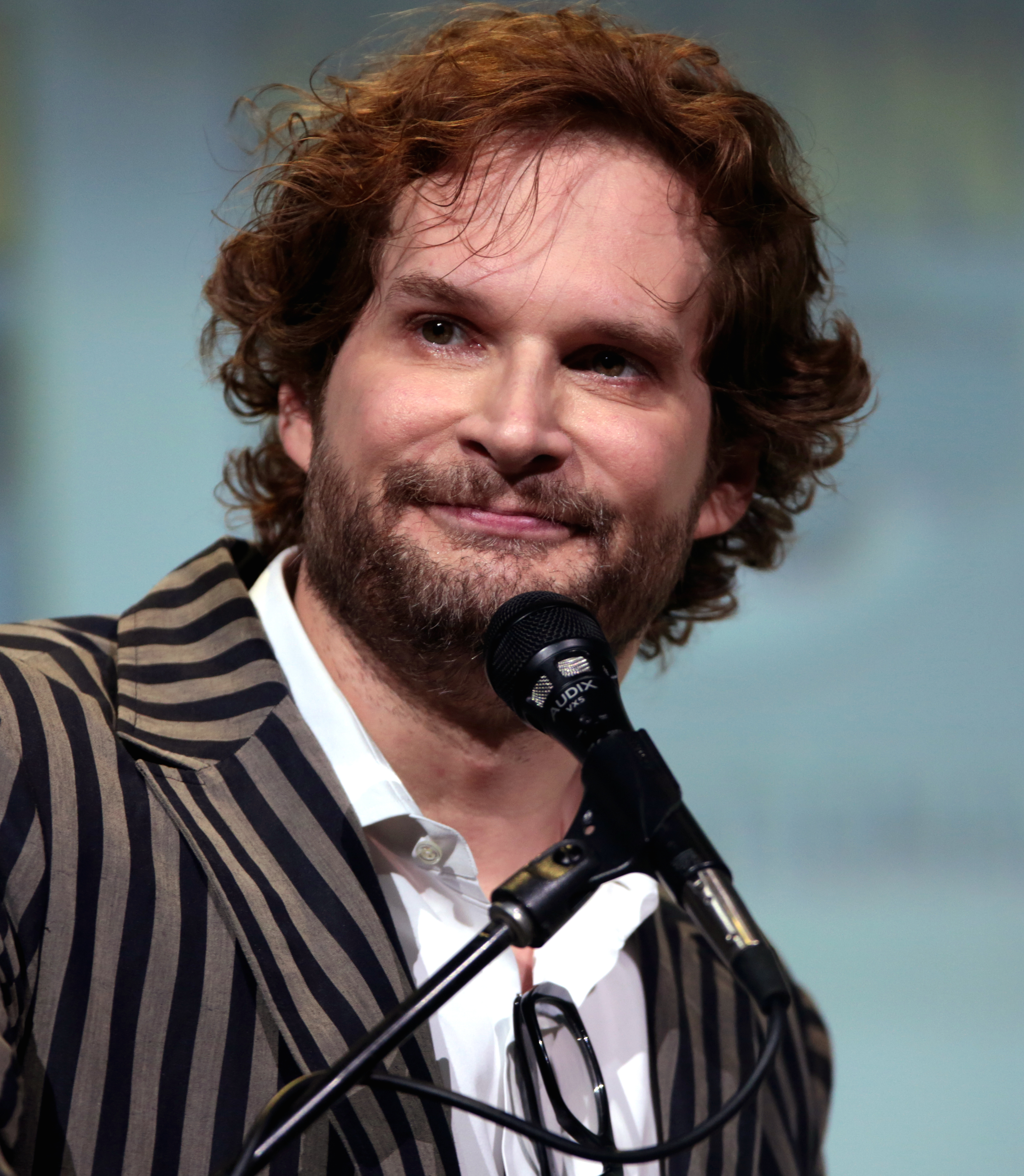
Bryan Fuller (2016)

Bryan Fuller (* 27. Juli 1969 in Lewiston, Idaho) ist ein US-amerikanischer Drehbuchautor und Fernsehproduzent.

## Leben
Fuller erlangte seinen Schulabschluss 1987 an der Clarkston Highschool in Clarkston, Washington. Er ging auf das Lewis-Clark State College in Lewiston, Idaho, bevor er an die U.S.C. Filmschule wechselte. Sein Studium brach er dort ohne Abschluss ab.
Fuller bezeichnet sich selbst als großen Sci-Fi-Fan und schrieb auch bereits an den beiden Star-Trek-Serien Star Trek: Raumschiff Voyager und Star Trek: Deep Space Nine mit. 2003 bzw. 2004 liefen die beiden von Fuller selbstentwickelten Serien Dead Like Me – So gut wie tot und Wonderfalls im US-Fernsehen an. Während Wonderfalls bereits frühzeitig vom Sender FOX eingestellt wurde, hielt sich Dead Like Me zwei Staffeln lang.
An der 2006 gestarteten Serie Heroes wirkte er als Drehbuchautor während der ersten Staffel mit.
Fuller schrieb außerdem eine Fernsehadaption von Stephen Kings Carrie und entwickelte die Pilotfolge für die animierte Serie The Amazing Screw-On Head, die auf einem Comic von Mike Mignola basiert. Seine Serie Pushing Daisies startete im Herbst 2007 auf ABC und wurde Ende des Jahres 2008 eingestellt.
Im Dezember 2008 schloss er mit Universal einen neuen Vertrag, der ihn zurück in das Produktionsteam von Heroes holte. 2013 begann er für die National Broadcasting Company die Thriller-Serie Hannibal zu produzieren, die auf dem fiktiven Leben von Hannibal Lecter beruht und die Vorgeschichte zu Thomas Harris’ Roman Roter Drache erzählt.
Im Februar 2016 wurde bekannt, dass Fuller die für 2017 geplante Star-Trek-Serie Discovery als Showrunner für den Sender CBS maßgeblich entwickeln sollte. Im Dezember 2016 erklärte Fuller wiederum seinen kompletten Rückzug von der neuen Star Trek Serie. 2017 lief die von ihm mitentwickelte Serie American Gods an, die auf dem gleichnamigen Roman von Neil Gaiman basiert, wobei er und Mitproduzent Michael Green ihre Showrunner-Posten im Herbst 2017 jedoch räumen mussten. Als Gründe wurden Streitigkeiten über Budget und Verzögerungen der Produktion genannt. Anfang 2018 wurde bekannt, dass Fuller nun an einer Fernsehadaption von Chronik der Vampire von Anne Rice arbeitete. Er verließ das Projekt noch im Februar 2018.
Fuller ist offen homosexuell. Er ist seit 2008 mit Scott Roberts zusammen.

## Filmografie
Als Produzent bzw. Autor:
- 1997: Star Trek: Deep Space Nine (Fernsehserie, 2 Folgen)
- 1997–2001: Star Trek: Raumschiff Voyager (Fernsehserie, 81 Folgen)
- 2002: Carrie (Fernsehfilm)
- 2003: Dead Like Me – So gut wie tot (Fernsehserie, 4 Folgen)
- 2004: Wonderfalls (Fernsehserie, 13 Folgen)
- 2006: The Amazing Screw-On Head (Animationskurzfilm)
- 2006–2007: Heroes (Fernsehserie, 33 Folgen)
- 2007–2008: Pushing Daisies (Fernsehserie, 22 Folgen)
- 2012: Mockingbird Lane (Fernsehfilm)
- 2013–2015: Hannibal (Fernsehserie, 39 Folgen)
- 2014: High Moon (Fernsehfilm)
- 2017: American Gods (Fernsehserie, 8 Folgen)
- 2017: Star Trek: Discovery (Fernsehserie, 3 Folgen)

## Auszeichnungen
Emmys
- 2007: Nominierung in der Kategorie Herausragende Dramaserie für Heroes
- 2008: Nominierung in der Kategorie Herausragendes Drehbuch für eine Comedyserie für Pushing Daisies

WGA Award
- 2005: Nominierung in der Kategorie Episodische Comedyserie für Wonderfalls
- 2007: Nominierung in der Kategorie Neue Serie für Heroes
- 2008: Nominierung in den Kategorien Episodische Comedyserie und Neue Serie für Pushing Daisies